# Luca Beltrami
Luca Beltrami (ur. 13 listopada 1854 w Mediolanie- zm. 8 sierpnia 1933 w Rzymie) – włoski architekt i historyk architektury, uczeń Camillo Boito, znany głównie z prac renowacyjnych.

## Projekty
Był odpowiedzialny za renowację mediolańskiego zamku Castello Sforzesco.